# حياتي أنت (مسلسل)
حياتي أنت مسلسل كوميدي مصري أنتج عام 2006، تأليف بسيوني عثمان وإخراج محمد عبد العزيز.

## القصة
تدور قصه المسلسل عن "صلاح وجدي" المذيع المتزوج من "شهيرة" وفي إحدى الحلقات شعلت نزوة "صلاح" في روئيته لأول مرة ل "ثناء شكري" حيث زواجهم العرفي فتتعرف "شهيرة" علي خيانته لها فتتطلق منه نهائيا وأيضا في إحدى الحلقات تورط "صلاح وجدي" في قضيه قتل "ثناء شكري" وأخذ براءة لظهور القاتل الحقيقي فتتزوج منه بعد رفضها ل"مروان" الشاب الذي تعرفت عليه بعد طلاقها بفترة وجيزة وبعدها رجع إلى نزوته فتتطلق مرة اخري وتتزوج من "مروان".

## طاقم العمل
- أحمد آدم
- دلال عبد العزيز
- أحمد راتب
- روجينا
- عماد رشاد
- محمود الجندي
- نشوى مصطفى
- انتصار